# Cominella alertae
Cominella alertae är en snäckart som först beskrevs av Dell 1956.  Cominella alertae ingår i släktet Cominella och familjen valthornssnäckor. Inga underarter finns listade i Catalogue of Life.